# قائمة ألعاب فيرجن انتراكتف
ألعاب تم تطويرها أو نشرها بواسطة شركة فيرجن انتراكتف 
- شوغون
- ريسك
- أكشن فورس
- مؤسسة تجارية
- كثيب
- دون 2
- يوربن كلوب سوكر
- المبيد
- كوول سبوت
- علاء الدين
- كوماند أند كنكر
- كوماند أند كنكر: ريد أليرت
- فضائي 3
- برنس أوف برشيا
- دوم II: هيل أون إيرث
- القناع
- ريزدنت إيفل
- ميجا مان إكس 3
- يونايتد باي فايت
- ريزدنت إيفل 2
- دينو كريسس
- دينو كريسس 2
- ريزدنت إيفل 3: نمسيس
- ديفل ماي كراي
- ريزدنت إيفل غايدن